# Lorne Lanning

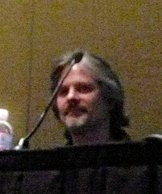
Lanning, 2009 im Moscone Center

Lorne Lanning (* 20. März 1964 in Connecticut) ist ein US-amerikanischer Spieleentwickler.
Lanning gründete zusammen mit Sherry McKenna das Entwicklungsstudio Oddworld Inhabitants. Sein bekanntestes Werk ist die Oddworld-Serie.
Lanning ist zudem Teil des Board of Directors der Academy of Interactive Arts & Sciences und im Beratungsgremium der Academy of Art University in San Francisco. Er hält ein Bachelor of Fine Arts des California Institute of the Arts sowie eine Ehrendoktorwürde der Academy of Art University.

## Karriere
Lanning studierte in den 1980er Jahren Photorealismus und kommerzielle Illustration an der School of Visual Arts in New York City. Während dieser Zeit arbeitete er als Studio Manager und Assistent des Malers Jack Goldstein. Die Zusammenarbeit mit Goldstein war ein Grund für Lanning, sein Studium am California Institute of the Arts in Valencia fortzusetzen.
Ab 1988 arbeitete Lanning als technischer Direktor im TRW Engineering Visualization Lab in Redondo Beach in Kalifornien. 1989 wechselte er zu den Rhythm & Hues Studios in Hollywood, wo er zunächst als technischer und später als künstlerischer Direktor arbeitete. Im Verlaufe seiner Arbeit bei den Studios übernahm er schließlich die Rolle des Visual Effects Supervisor. Unter anderem arbeitete er dort an der Visualisierung des SDI-Programmes.
1994 gründete er schließlich zusammen mit Sherry McKenna im kalifornischen San Luis Obispo das Spiele-Entwicklungsstudio Oddworld Inhabitants. Das erklärte Ziel des Studios ist es, Geschichten zu schreiben und diese mit den Möglichkeiten der interaktiven Unterhaltung zu kombinieren. Bis heute wurden über fünf Millionen Spiele von Oddworld Inhabitants weltweit verkauft und das Studio erhielt über 100 Industrie-Auszeichnungen.
2001 wurden Lanning und McKenna in die Liste der „Spieleentwicklungs-Götter“ des Magazins Wired aufgenommen.
Anfang 2006 gab Lanning bekannt, dass die Oddworld Inhabitants vorerst keine weiteren Spiele entwickeln werden und sich auf andere Felder der Unterhaltungsindustrie konzentrieren werden. Als Beispiele nannte er Film und Fernsehen. Das Studio ist im Zuge dieser Neuorientierung von San Luis Obispo nach San Francisco umgezogen.
Seit 2010 arbeiten Lanning und Oddworld Inhabitants zusammen mit dem britischen Entwickler Just Add Water an Neuauflagen der alten Oddworld-Spiele. In diesem Zusammenhang äußerte Lanning auch mehrfach den Wunsch nach einer Fortführung der Serie.

## Spiele
- 1997: Oddworld: Abe’s Oddysee (PlayStation, Windows)
- 1998: Oddworld: Abe’s Exoddus (PlayStation, Windows)
- 2001: Oddworld: Munch’s Oddysee (Xbox, Game Boy Advance, Windows)
- 2005: Oddworld: Strangers Vergeltung (Xbox, Windows)
- 2011: Oddworld: Strangers Vergeltung HD (Playstation 3, Playstation Vita, Windows, Nintendo Switch)
- 2012: Oddworld: Munch’s Oddysee HD (Playstation 3, Playstation Vita, Nintendo Switch)
- 2014: Oddworld: New ’n’ Tasty! (Playstation 4, Windows, Mac OS, Nintendo Switch)
- 2021: Oddworld: Soulstorm (PS4, PS5, Windows, Nintendo Switch)